# Foxborough
Foxborough (vagy Foxboro) egy város Norfolk megyében, Massachusettsben, megközelítőleg 48 km-re délnyugatra Bostontól és 32 km-re északkeletre a Rhode Island-i Providence-től. A város a National Football League-ben játszó New England Patriots stadionjáról, a Gillette Stadionról és a Major League Soccer-csapatáról, a New England Revolutionról a leghíresebb. Lakosainak száma 18 618 fő (2020. április 1.).

## Népesség
| Lakosok száma | 16 246 | 16 865 | 18 618 |
|               | 2000   | 2010   | 2020   |